# Le Vengeur (film, 1918)
Pour les articles homonymes, voir Le Vengeur.
Pour plus de détails, voir Fiche technique et Distribution.
Le Vengeur (The Border Wireless) est un film américain réalisé par William S. Hart, sorti en 1918.

## Synopsis
Steve Ransom, un fugitif tentant d'échapper à la justice se cache en Arizona à proximité de la frontière Mexicaine. Il sauve une opératrice de télégraphe de bandits mexicains, et empêche des espions d'envoyer des messages en Allemagne via le Mexique.

## Fiche technique
- Titre : Le Vengeur
- Titre original : The Border Wireless
- Réalisation : William S. Hart
- Scénario : Howard E. Morton et C. Gardner Sullivan
- Photographie : Joseph H. August
- Pays d'origine : États-Unis
- Format : Noir et blanc - 1,33:1 - Film muet
- Genre : western
- Date de sortie : 1918

## Distribution
- William S. Hart : Steve Ransom
- Wanda Hawley : Elsa Miller
- Charles Arling : Herman Brandt
- Bert Sprotte : Von Helm
- Jim Mason : Carl Miller